# Al Williamson
Alfonso "Al" Williamson (21 de março de 1931 – 12 de junho de 2010) foi um cartunista norte-americano.